# Илич, Миле (баскетболист)
Миле Илич (серб. Миле Илић; род. 2 июня 1984[…], Тузла) — сербский профессиональный баскетболист и подкастер. 
Известный в Сербии как Яо Миле (игра слов, отсылающая к Яо Мину и сербскому выражению ой, Яо), центровой ростом 2,15 метра выиграл две Адриатические лиги с ФМП. Кроме того, он играл за «Нью-Джерси Нетс» в Национальной баскетбольной ассоциации (НБА) в сезоне 2006/2007, будучи выбранным годом ранее под 43-м номером.

## Ранние годы
Родившись в сербской семье в боснийском городе Тузле, поскольку это был ближайший город с родильным отделением, юный Миле рос в поселении Прибой в районе Лопаре вместе с двумя старшими братьями и сёстрами, включая сестру Славица (родилась в 1973 году), которая вскоре начала заниматься баскетболом в молодежной команде «Единство Аида» и в конечном итоге выросла до 193 см.
Пройдя через многолетнюю молодёжную систему «Единства», в 1990 году шестнадцатилетняя сестра юного Миле Славица попала в основной состав команды в качестве замены будущего члена Зала славы ФИБА Разии Муянович, которая переехала за границу, чтобы играть за «Годеллу» в Испании.
С началом Боснийской войны весной 1992 года восемнадцатилетняя Славица бежала из зоны вооруженного конфликта в Белград, где возобновила профессиональную карьеру и быстро нашла место в составе клуба «Партизан». Несколько месяцев спустя, летом 1992 года, её младший восьмилетний брат Миле, который только что закончил первый класс начальной школы, был отправлен родителями к ней, в то время как родители и средний брат остались в своей родной деревне, где преобладало сербское население, которая к тому времени стала ареной ожесточенных обстрелов со стороны мусульманских войск из соседнего поселения Теочак. Их отец вскоре присоединился к вооруженному конфликту, сражаясь в составе Армии Республики Сербской. Тем временем в Белграде, присоединившись к своей восемнадцатилетней сестре, профессиональной баскетболистке, восьмилетний Миле, по его собственному признанию в интервью десятилетия спустя, поначалу проводил большую часть своего дня, разъезжая на общественном транспорте города, ожидая, пока его сестра закончит свои ежедневные тренировки по баскетболу. В сентябре 1992 года он возобновил обучение, начав со второго класса начальной школы в Белграде. Однако вскоре оказалось, что находиться под опекой и обеспечением только сестры-подростка, без какого-либо родительского надзора, невыносимо, и после дисциплинарного инцидента в школе было принято решение о его возвращении к родителям в зону военных действий. Следующие полтора года юноша посещал школу в импровизированных помещениях в своей деревне, а в 1994 году вернулся в Белград, чтобы воссоединиться со своей сестрой.
Вернувшись в Белград, при поддержке своей сестры Славицы, высокий десятилетний мальчик начал заниматься баскетболом, записавшись в юношескую команду клуба «Партизан» под руководством Александара Бучана. Проживая со своей старшей сестрой в квартире в районе Коньярник, которую она оплачивала своей зарплатой за баскетбольную команду, в дополнение к посещению начальной школы, в подростковом возрасте Миле ездил на автобусе на тренировки молодёжной команды «Партизан» в спортивный зал начальной школы на другом конце Белграда в Блоке 70.
К 1996 году Славица добилась перевода за границу, во Францию, в клуб «Клермонт», а двенадцатилетний Миле присоединилась к своим родителям, вернувшись в Боснию, где к тому времени закончилась война. Ещё учась в начальной школе, он продолжал заниматься баскетболом, на этот раз в молодежной команде «Рудар» (Углевик).
Несмотря на то, что он играл за небольшой провинциальный клуб, находящийся вне поля зрения большинства баскетбольных скаутов, юный Илич продолжал привлекать внимание из-за своего исключительного роста, и к 1999 году его заметил главный тренер клуба «Хемофарм» Желько Лукаич, который организовал просмотр пятнадцатилетнего игрока в молодёжной системе клуба из Вршаца. После просмотров в конце лета 1999 года, во время которых, как сообщается, главному тренеру молодёжной команды «Хемофарм» Петару Родичу понравились навыки юного Илича, юношу не включили в команду, поскольку молодёжный состав клуба уже был укомплектован. Вместо этого он вернулся в Углевик, где даже поступил в местную среднюю школу. Однако примерно через десять дней команда создала для него место в составе, и высокий подросток присоединился к «Хемофарму», клубу, финансируемому одноименной государственной фармацевтической компанией во главе с генеральным директором Миодрагом Бабичем.
Тренируемый Родичем подросток Илич играл за молодёжную команду «Хемофарм» вместе с другими юными игроками Дарко Миличичем, Миляном Пуповичем, Ненадом Мишановичем, Вукашином Алексичем, Марко Коларичем, Николой Тутушем и другими.

## Клубная карьера

### ФМП
После трёх сезонов в молодежной системе «Хемофарма», видя, что его возможности попасть в основную команду клуба ограничены, Илич решил летом 2002 года покинуть Вршац и перейти в команду ФМП. Юридическим основанием, которым он воспользовался для этого, был невыполненный пункт в его контракте в «Хемофарме», который предусматривал обязательство клуба предоставить молодому игроку профессиональный контракт к тому времени, когда ему исполнится восемнадцать лет.
Приехав в Железник, в клуб, которым управляют президент и владелец клуба Небойша Чович и спортивный директор Ратко Радованович, восемнадцатилетний Илич начал свою карьеру в основной команде.
На драфте НБА 2005 года он был выбран командой «Нью-Джерси Нетс» под общим 43-м номером.

### «Нью-Джерси Нетс»
Будучи выбранным годом ранее в 2005 году, Илич подписал контракт с «Нетс» 13 сентября 2006 года, как только освободилось место в составе из-за ухода Зорана Планинича из клуба. Первоначально двадцатидвухлетний Илич был взят в качестве обозримого будущего резерва для соотечественника Ненада Крстича, а генеральный менеджер клуба Эд Стефански выделил боковое движение Илича, пик-н-ролл и помощь в защите, а также его общую адаптацию к скорости игры в НБА.
26 февраля 2007 года «Нетс» направили его в «Колорадо Фотинерс», свой фарм-клуб в Лиге развития НБА. Таким образом, Илич стал первым игроком, которого «Нетс» отправили в D-Лигу с момента учреждения филиалов (до сезона 2005/2006). Играя за «Фотинерс», базирующихся в Брумфилде, штат Колорадо, его сезон в Лиге развития закончился досрочно из-за травмы голеностопного сустава в начале апреля 2007 года. Травма в конечном итоге оказала большое влияние на его баскетбольную карьеру в последующие годы.
29 октября 2007 года «Нетс» обменяли его вместе с Бернардом Робинсоном в «Нью-Орлеан Хорнетс» на Дэвида Уэсли (и Илич, и Робинсон были немедленно отчислены из «Хорнетс»).

### Возвращение в Европу
После того, как Илич был отчислен из НБА, он вернулся в Европу и 26 ноября 2007 года подписал контракт с ростовским «Локомотивом». Однако ему так и не удалось сыграть за российский клуб из-за последствий травмы лодыжки, которую он получил в США и которая затем обострилась на тренировочном сборе перед чемпионатом Европы 2007 года со сборной Сербией. Вместо этого он вернулся в Сербию, чтобы продолжить восстановление лодыжки.

#### Испания
24 февраля 2008 года, в середине сезона 2007/2008, Илич подписал контракт с испанским клубом «Бильбао». Из-за сложностей с восстановлением после травмы лодыжки он принял участие только в 10 играх за клуб, набирая в среднем 5,6 очков и 4,1 подбора за игру.
28 июля 2008 года Илич подписал контракт с «Кахасолем» на сезон 2008/2009. Играя в составе с соотечественником Душко Савановичем под руководством главного тренера Педро Мартинеса, не полностью зажившая травма лодыжки снова обострилась, и он снова начал пропускать игры. 27 марта 2009 года он покинул клуб, набирая в среднем всего 2 очка и 2 подбора за игру.
Сезон 2009/2010 начался для Илича без клуба, поскольку команды воздерживались от его приобретения из-за опасений по поводу рецидива его травмы лодыжки.

#### Сербия
После десяти месяцев отсутствия в профессиональном баскетболе, в марте 2010 года, Илич нашел клуб, подписав контракт на оставшуюся часть сезона с «Металацам».
В сезоне 2010/2011 он вернулся в ФМП.
В сезоне 2011/2012 он играл за «Црвена Звезду». В марте 2013 года подписал контракт с «Воеводиной» на сезон 2012/2013.

### Ближний Восток и пребывание в Грузии и Литве
В октябре 2013 года Илич подписал контракт с иранским клубом «Махрам Тегеран». В январе 2014 года он покинул Тегеран и подписал контракт с грузинским клубом «МИА Академия» на оставшуюся часть сезона.
В 2015 году Илич играл за катарский клуб «Катар». 17 октября 2015 года он подписал контракт с литовским клубом «Литкабелис».
В сентябре 2016 года Илич подписал контракт с бахрейнским клубом «Аль-Нувайдрат». В конце марта 2017 года Илич подписал контракт с ливанской командой «Тадамон Зук». В июле 2017 года он вернулся в «Аль-Нувайдрат». В сентябре 2018 года Илич подписал контракт с бахрейнским клубом «Манама».
Летом 2019 года Илич играл за оманского клуба «Аль-Сиб». В июле 2019 года он подписал контракт с бахрейнским клубом «Аль-Ахли». Перед сезоном 2019/2020 Илич подписал контракт с эмиратским клубом «Бани Яс».

### Карьера за сборную
В конце августа 2003 года девятнадцатилетний Илич представлял Сербию и Черногорию на летней Универсиаде 2003 года в Тэгу. Состав, состоящий из десяти игроков ФМП, а также Милана Браловича и Марко Мариновича из «Бораца», был собран главным тренером ФМП Владе Джуровичем в сжатые сроки. После тяжелого 36-часового путешествия из Белграда через Лондон, Гонконг, Тайбэй и Сеул команда прибыла в Тэгу менее чем за 12 часов до своей первой игры, одержав нелёгкую победу над Тайванем. В итоге Сербия и Черногория выиграли золотые медали.
Летом 2006 года, сразу после победы в Адриатической лиге с ФМП, Илич был вызван в национальную сборную главным тренером Драганом Шакотой в рамках отборочной компании Сербии и Черногории на предстоящий чемпионат мира 2006 года в Японии. Центровой в итоге попал в список из 12 человек, отправленных на турнир, где он играл в качестве замены Дарко Миличича.
Год спустя Илич был вызван новым главным тренером Мокой Славничем в тренировочный лагерь на чемпионат Европы 2007 года. Из-за травмы лодыжки, полученной во время игры в США, Илич появился по настоянию главного тренера, который, как сообщается, несколько раз лично звонил игроку, в конечном итоге убедив его. В тренировочном лагере Илич усугубил свою травму лодыжки и в итоге не попал в состав из 12 человек, а Славнич выбрал Миличича и Драгана Лабовича на позиции центровых. Вместе с Александаром Рашичем Илич был среди последних двух игроков, исключённых из состава в конце августа 2007 года, прямо перед началом чемпионата.
В начале лета 2011 года, после завершения сезона с ФМП, Илич был вызван главным тренером сборной Сербии Душаном Ивковичем на тренировочный лагерь  на чемпионат Европы 2011 года. На этот раз Илич добрался до списка из 16 игрокоа, прежде чем был отчислен Ивковичем в начале августа 2011 года вместе с Новицой Величковичем.

## После карьеры
В марте 2022 года Илич начал свой подкаст-шоу под названием Jao Mile.

## Статистика

### Статистика в НБА
| Сезон                                                                                    | Команда    | Регулярный сезон | Регулярный сезон | Регулярный сезон | Регулярный сезон | Регулярный сезон | Регулярный сезон | Регулярный сезон | Регулярный сезон | Регулярный сезон | Регулярный сезон | Регулярный сезон | Серия плей-офф | Серия плей-офф | Серия плей-офф | Серия плей-офф | Серия плей-офф | Серия плей-офф | Серия плей-офф | Серия плей-офф | Серия плей-офф | Серия плей-офф | Серия плей-офф |
| Сезон                                                                                    | Команда    | GP               | GS               | MPG              | FG%              | 3P%              | FT%              | RPG              | APG              | SPG              | BPG              | PPG              | GP             | GS             | MPG            | FG%            | 3P%            | FT%            | RPG            | APG            | SPG            | BPG            | PPG            |
| ---------------------------------------------------------------------------------------- | ---------- | ---------------- | ---------------- | ---------------- | ---------------- | ---------------- | ---------------- | ---------------- | ---------------- | ---------------- | ---------------- | ---------------- | -------------- | -------------- | -------------- | -------------- | -------------- | -------------- | -------------- | -------------- | -------------- | -------------- | -------------- |
| 2006/07                                                                                  | Нью-Джерси | 5                | 0                | 1,2              | 0,0              | -                | -                | 0,2              | 0,0              | 0,0              | 0,0              | 0,0              | Не участвовал  | Не участвовал  | Не участвовал  | Не участвовал  | Не участвовал  | Не участвовал  | Не участвовал  | Не участвовал  | Не участвовал  | Не участвовал  | Не участвовал  |
|                                                                                          | Всего      | 5                | 0                | 1,2              | 0,0              | -                | -                | 0,2              | 0,0              | 0,0              | 0,0              | 0,0              | Не участвовал  | Не участвовал  | Не участвовал  | Не участвовал  | Не участвовал  | Не участвовал  | Не участвовал  | Не участвовал  | Не участвовал  | Не участвовал  | Не участвовал  |
| Наведите курсор мыши на аббревиатуры в заголовке таблицы, чтобы прочесть их расшифровку. |            |                  |                  |                  |                  |                  |                  |                  |                  |                  |                  |                  |                |                |                |                |                |                |                |                |                |                |                |